# Colin Laird
Pour les articles homonymes, voir Laird (homonymie).
Pas d'image ? Cliquez ici

a Compétitions nationales et continentales officielles uniquement.

b Matchs officiels uniquement.
Henri Colin Campbell Laird, né le 3 septembre 1908 à Londres et mort le 3 octobre 1971 à Marylebone dans le borough londonien de Westminster, est un joueur de rugby à XV, qui joue avec l'équipe d'Angleterre de 1927 à 1929, et avec le club des Harlequins évoluant au poste de demi d'ouverture. 

## Carrière
Colin Laird obtient sa première cape internationale le 26 janvier 1927 à l’occasion d'un match contre l'équipe du pays de Galles. Il a seulement 18 ans et 124 jours. Il remporte avec l'Angleterre le tournoi des cinq nations 1928, réussissant le grand chelem. Il marque cinq essais pour dix apparitions sous le maillot du XV de la Rose.

## Palmarès
- Grand chelem en 1928

## Statistiques en équipe nationale
- 10 sélections avec l'équipe d'Angleterre
- Sélection par année : 3 en 1927, 5 en 1928, 2 en 1929